# Élodie Ouédraogo
Élodie Ouédraogo (ur. 27 lutego 1981 w Saint-Josse-ten-Noode) – belgijska lekkoatletka, sprinterka.
Do 1999 roku reprezentowała Burkina Faso, ustanawiając rekordy tego kraju na różnych dystansach.
Srebrna medalistka igrzysk olimpijskich z Pekinu oraz brązowa medalistka mistrzostw świata z Osaki (2007) w sztafecie 4 × 100 metrów.

## Sukcesy
| Rok  | Zawody               | Miasto | Miejsce | Konkurencja | Czas    |
| ---- | -------------------- | ------ | ------- | ----------- | ------- |
| 2007 | Mistrzostwa świata   | Osaka  |         | 4 × 100 m   | 42,75 s |
| 2008 | Igrzyska olimpijskie | Pekin  |         | 4 × 100 m   | 42,54 s |

## Rekordy życiowe
- bieg na 100 metrów – 11,40 (2005)
- bieg na 200 metrów – 23,11 (2004)
- bieg na 100 metrów przez płotki – 13,34 (2003)
- bieg na 400 metrów przez płotki – 55,20 (2012)